# Olympique de Marseille 1998-1999
Questa voce raccoglie le informazioni riguardanti l'Olympique de Marseille nelle competizioni ufficiali della stagione 1998-1999.

## Maglie e sponsor
Lo sponsor tecnico per la stagione 1998-1999 è Adidas, mentre gli sponsor ufficiali sono Ericsson per il campionato e la Coppa UEFA e Carte Aurore per le coppe nazionali.
| Casa | Trasferta | Terza divisa |  |

## Rosa
| N. |                           | Ruolo | Calciatore         |
| -- | ------------------------- | ----- | ------------------ |
| 1  | Germania (bandiera)       | P     | Andreas Köpke      |
| 2  | Francia (bandiera)        | D     | Patrick Blondeau   |
| 3  | Francia (bandiera)        | D     | Patrick Colleter   |
| 4  | Sudafrica (bandiera)      | D     | Pierre Issa        |
| 5  | Francia (bandiera)        | D     | Laurent Blanc      |
| 6  | Francia (bandiera)        | C     | Éric Roy           |
| 7  | Francia (bandiera)        | C     | Robert Pirès       |
| 8  | Francia (bandiera)        | C     | Frédéric Brando    |
| 9  | Francia (bandiera)        | A     | Florian Maurice    |
| 10 | Francia (bandiera)        | C     | Jocelyn Gourvennec |
| 11 | Italia (bandiera)         | A     | Fabrizio Ravanelli |
| 12 | Costa d'Avorio (bandiera) | C     | Tchiressoua Guel   |
| 13 | Guinea (bandiera)         | A     | Titi Camara        |
| 15 | Ghana (bandiera)          | A     | Arthur Moses       |

| N. |                           | Ruolo | Calciatore         |
| -- | ------------------------- | ----- | ------------------ |
| 16 | Francia (bandiera)        | P     | Stéphane Porato    |
| 17 | Costa d'Avorio (bandiera) | D     | Cyril Domoraud     |
| 19 | Francia (bandiera)        | C     | Cédric Mouret      |
| 21 | Francia (bandiera)        | A     | Christophe Dugarry |
| 22 | Francia (bandiera)        | D     | Martial Robin      |
| 23 | Francia (bandiera)        | D     | William Gallas     |
| 25 | Comore (bandiera)         | D     | Hamada Jambay      |
| 26 | Francia (bandiera)        | C     | Peter Luccin       |
| 27 | Francia (bandiera)        | C     | Daniel Bravo       |
| 28 | Brasile (bandiera)        | D     | Édson da Silva     |
| 29 | Francia (bandiera)        | D     | Jacques Abardonado |
| 30 | Francia (bandiera)        | P     | François Lemasson  |
| 32 | Francia (bandiera)        | P     | Laurent Spinosi    |

## Risultati

### Coppa UEFA
| Arbitro: | Treossi |

|                |           |                       |
| Heinz 34’, 39’ | Marcatori | 26’ Ravanelli 81’ Roy |

| Arbitro: | Strampe |

|                                 |           |  |
| Dugarry 19’, 75’ Pirés 23’, 86’ | Marcatori |  |

| Arbitro: | Radoman |

|            |           |             |
| Herzog 69’ | Marcatori | 67’ Maurice |

| Arbitro: | Durkin |

|                                  |           |                      |
| Maurice 36’ Issa 52’ Dugarry 78’ | Marcatori | 47’ Eilts 82’ Herzog |

| Arbitro: | Ancion |

|                                |           |                     |
| Trezeguet 18’ (rig.) Giuly 56’ | Marcatori | 9’ Pirés 39’ Camara |

| Arbitro: | Ceccarini |

|            |           |  |
| Camara 71’ | Marcatori |  |

| Arbitro: | Jol |

|                  |           |              |
| Maurice 34’, 67’ | Marcatori | 64’ Mostovoj |

| Vigo 16 marzo 1999, ore 21:45 (CET) Quarti di finale - Ritorno | Celta Vigo | 0 – 0 referto | Olympique Marsiglia | Stadio Balaídos (32.000 spett.)\| Arbitro: \| Collina \| |
| Arbitro:                                                       | Collina    |               |                     |                                                          |

| Marsiglia 6 aprile 1999, ore 20:45 (CET) Semifinale - Andata | Olympique Marsiglia | 0 – 0 referto | Bologna | Stadio Vélodrome (58.000 spett.)\| Arbitro: \| Wójcik \| |
| Arbitro:                                                     | Wójcik              |               |         |                                                          |

| Arbitro: | Merk |

|               |           |                  |
| Paramatti 18’ | Marcatori | 87’ (rig.) Blanc |

| Arbitro: | Dallas |

|                                  |           |  |
| Crespo 25’ Vanoli 36’ Chiesa 55’ | Marcatori |  |